# Siphlonurus flavidus
Espèce
Synonymes
- Siphlurella scarlata Rafael del Pozo Obeso, 1987[2],[3]

Siphlonurus flavidus est une espèce d'insectes  de la famille des Siphlonuridae (ordre des Ephemeroptera, les éphémères).

## Répartition géographique
Cette espèce se rencontre en Europe et dans le Nord de l'Asie à l'exception de la Chine.